# Sunday好戲王
《Sunday好戲王》（英語：Sunday Stage Fight）是香港電視廣播有限公司繼《Sunday扮嘢王》、《Sunday靚聲王》後延續週日「王者」系列的全新遊戲節目。由森美、陳敏之擔任主持，於2016年1月17日起，逢星期日20:30-21:30於翡翠台播出，並於myTV提供節目重溫。

## 節目簡介
繼《Sunday扮嘢王》、《Sunday靚聲王》後，TVB延續週日「王者」系列，呈獻全新遊戲節目《Sunday好戲王》，邀請TVB一眾「好戲」藝人，透過不同的遊戲環節大鬥演技，並將歡樂帶給每位觀眾！
《Sunday好戲王》由主持森美、陳敏之坐鎮，每星期召集四位「好戲王」駕臨。TVB藝員多才多藝，四位嘉賓會先來一個維肖維炒的「扮嘢熱身賽」，展示出場「戲勢」！他們接着會接受多個「鬥戲」挑戰，包括「我係大話精」、「七情上面報新聞」、「我對手唔係人」、「認真谷戲」、「扮Friend食老虎」、「講一套做一套」，以無比「戲力」、深厚「戲功」博取嘉賓評判的歡心，爭奪每個回合的豐富獎品。
此外，TVB戲劇組臥虎藏龍，好些在電視劇中未必顯眼的綠葉角色和甘草角色，都起着不可或缺的作用。節目特別向這群「另類好戲王」致敬，加深劇迷對他們的認識。另外，一班近年畢業的藝訓班同學亦會帶來歌唱、舞蹈等不同表演，展示潛藏體內的演藝天份，為每集節目暖場，率先掀起激烈「戲氛」！

## 每集內容
| 集數 | 播映日期 | 評判           | 嘉賓 | 另類好戲王          | 「扮Friend食老虎」藝人 |
| 01   | 1月17日  | 薛家燕         | 姚子羚、袁偉豪、黃智賢、楊詩敏 | 蘇麗明 (師奶王)     | 成龍                   |
| 02   | 1月24日  | 方力申         | 朱咪咪、阮兆祥、林盛斌、泰臣 | 麥嘉倫 (賤精王)     | 魯芬                   |
| 03   | 1月31日  | 曾志偉         | 阮小儀、李信樵、高海寧、陳智燊 | 何啟南 (反派王)     | 森美                   |
| 04   | 2月7日   | 張堅庭         | 陳凱琳、何雁詩、馬蹄露、梁烈唯 | 陳勉良 (道友王)     | 王祖藍                 |
| 05   | 2月14日  | 汪明荃         | 唐詩詠、沈震軒、何遠東、楊秀惠 | 戴耀明 (騎呢好色王) | 黃宗澤                 |
| 06   | 2月21日  | 邵音音         | 韋家雄、陳煒、樂瞳、謝雪心 | 易智遠 (開心肥仔王) | 曾志偉                 |
| 07   | 3月6日   | 鄭丹瑞         | 朱慧敏、黃長興、李成昌、莊思敏 | 曾守明 (突警王)     | 林子祥                 |
| 08   | 3月13日  | 陳 友          | 蔡思貝、陳瀅、陳奐仁、呂慧儀 | 陳榮峻 (公公王)     | 譚詠麟                 |
| 09   | 3月20日  | 姜大偉         | 王浩信、朱千雪、單立文、譚凱琪 特別嘉賓：袁偉豪 | 李海生 (打手王)     | 邵音音                 |
| 10   | 4月10日  | 胡 楓、羅蘭    | 吳業坤、張振朗、李綺雯、陳嘉佳 特別嘉賓：鄭耀軒 (小戲王) | 蘇恩磁 (闊太王)     | 謝賢                   |
| 11   | 4月24日  | 高志森         | 黃心穎、陳柏宇、陳彥行、魯振順 | 陳狄克 (黑幫王)     | 黃夏蕙                 |
| 12   | 5月1日   | 陳松伶         | 龔嘉欣、何君誠、張美妮、喬寶寶 | 曾健明 (騙子王)     | Eason Chan             |
| 13   | 5月8日   | 李力持         | 趙希洛、劉佩玥、張致恒、王俊棠 | 李岡 (管家王)       | 吳君如                 |
| 14   | 5月15日  | 黃淑儀         | 吳若希、陳健安、麥玲玲、謝東閔 | 劉桂芳 (倀雞王)     | 阮兆祥                 |
| 15   | 5月22日  | 許紹雄         | 王君馨、胡渭康、狄易達、程可為 | 曾慧雲 (八卦王)     | 金剛                   |
| 16   | 5月29日  | 潘志文、魏秋樺 | 張文慈、袁文傑、袁潔儀、劉錫賢 | 鄭恕峰 (惡人王)     | 徐小鳳                 |
| 17   | 6月5日   | 劉江           | 翟威廉、麥美恩、黃嘉樂、淼 | 楊證樺 (跟班王)     | 歐陽震華               |
| 18   | 6月12日  | 劉丹           | 鄧英敏、呂 珊、李豪、蔣家旻 | 徐忠信 (大賊王)     | 鄭少秋                 |
| 19   | 6月19日  | 石修           | 胡蓓蔚、張達倫、林師傑、張惠雅 | 邵卓堯 (壞蛋王)     | 薛家燕                 |
| 20   | 6月26日  | 米雪           | 黎諾懿、孫慧雪、楊潮凱、麥皓兒 特別嘉賓：張達倫、蔡思貝、譚凱琪 | 李啟傑 (衰仔王)     | 周驄                   |
| 21   | 7月10日  | 苗可秀         | 安德尊、陳庭欣、姚瑩瑩、郭田葰 | 魏惠文 (老闆王)     | 姜大衛                 |
| 22   | 7月17日  | 張同祖         | 威利、陳自瑤、黃子恆、樊奕敏 | 蕭徽勇 (孩子王)     | 黎明                   |
| 23   | 7月24日  | 泰迪羅賓       | 陳嘉輝、曾航生、朱敏瀚、吳沚默、湯洛雯、張慧雯 | 劉天龍 (官差王)     | 洪天明                 |
| 24   | 7月31日  | 楊盼盼         | 車婉婉、胡鴻鈞、李璧琦、趙永洪 | 廖麗麗 (慈母王)     | 劉德華                 |
| 25   | 8月7日   | 鄭丹瑞         | 蝦頭、泰臣、何雁詩、梁烈唯 黃長興、李成昌、莊思敏、張振朗 陳嘉佳、魯振順、張美妮、喬寶寶 麥玲玲、謝東閔、麥美恩、張惠雅 姚瑩瑩、湯洛雯、李佳芯、張彥博 特別嘉賓：安德尊 | -                   | -                      |

註：「評判」及「嘉賓」兩欄中粗體為「扮Friend食老虎」環節中「扮Friend」的藝人。

## 曾出現遊戲環節
所有遊戲也是由當天評判決定結果

- 我係大話精
  - 每位「好戲王」每集也會以不同方式講大話（例如：只有一位「好戲王」在被腳部按摩，即使該「好戲王」非自己，也必須假裝自己也是被腳部按摩），表現最出色的「好戲王」便會勝出。
- 我對手唔係人
  - 每位「好戲王」要把道具當是真人演戲，表現最出色的「好戲王」便會勝出。
- 認真谷戲
  - 每位「好戲王」要在四十秒內讀出一篇會擾亂情緒的台詞，並要在那四十秒內谷出眼淚，表現最出色的「好戲王」便會勝出。
- 七情上面報新聞
  - 每位「好戲王」會以抽籤形式決定用不同非一般語氣報導新聞。
- 老翻主播報新聞
  - 每位「好戲王」會扮演不同角色報導新聞，演繹得最傳神有獎。
- 睇你點死
  - 每位「好戲王」要根據主持人森美或陳敏之的指示，演出不同死亡方法，表現最出色的「好戲王」便會勝出。
- 講一套 做一套
  - 每位「好戲王」要根據不同歌詞配合演技和肢體語言演出。
- 超級遙控戲
  - 每位「好戲王」要根據主持人森美或陳敏之的指示，把正常的戲份加上「Pause」、「Reverse」、「Fast Forward」、「Slow Motion」等的特別後製效果，表現最出色的「好戲王」便會勝出。
- 極速變臉王
  - 每位「好戲王」要對兩個不同角色以不同語氣和態度，但以同樣對白演出，極速變臉鬥好戲。
- 鬼同你做戲
  - 每位「好戲王」需依照主持旁白，同鬼演對手戲。
- 扮friend食老虎
  - 遊戲玩法類似電台節目「早霸王」的經典遊戲——「飛砂風中轉 - 古惑的針」，每位「好戲王」會參與一個1分鐘的討論當中，在討論當中要說有關一位指定人物的話題。他們會先收到指示，而當中有一位會是只得兩個提示，而沒有直接表明誰是討論中的指定人物。在討論過後，大家要估出誰是當中沒有手持人名的「好戲王」，而最快猜出誰是沒有手持人名的「好戲王」的參加者或到最後也沒有被識穿是沒有手持人名的「好戲王」的話，便會勝出。該環節的勝出者可獨得10萬元獎金。此遊戲當天評判也會加入參與當中。
- 另類好戲王
  - 劇集之中臥虎藏龍，某些在電視劇中未必顯眼的綠葉角色和甘草角色，都起著不可或缺的作用，每集也會頒發「另類好戲王」給他們，向他們致敬。

## 獎項

### TVB 馬來西亞星光薈萃頒獎典禮2016
| 獎項                  | 獲奬單位     |
| --------------------- | ------------ |
| 「最喜愛TVB綜藝節目」 | Sunday好戲王 |

## 記事
- 2016年7月26日：此節目於13:15在將軍澳唐德街9號將軍澳中心1樓123號舖鴻星海鮮酒家舉行慰勞宴。

## 外部連結
（页面存档备份，存于）

## 電視節目的變遷
| 香港無綫電視翡翠台及高清翡翠台 星期日 20:30－21:30 時段              | 香港無綫電視翡翠台及高清翡翠台 星期日 20:30－21:30 時段 | 香港無綫電視翡翠台及高清翡翠台 星期日 20:30－21:30 時段              |
| -------------------------------------------------------------------- | ------------------------------------------------------- | -------------------------------------------------------------------- |
|                                                                      | Sunday好戲王 （第1－6集） （2016.01.17－2016.02.21）    |                                                                      |
| 刀下留人（大結局） （2016.01.10）                                    | 警犬巴打（大結局） （2016.02.28）                       |                                                                      |
| 警犬巴打（大結局） （2016.02.28）                                    | Sunday好戲王 （第7－9集） （2016.03.06－2016.03.20）    | 公公出宮（大結局） （2016.03.27）第35屆香港電影金像獎 （2016.04.03） |
| 公公出宮（大結局） （2016.03.27）第35屆香港電影金像獎 （2016.04.03） | Sunday好戲王 （第10集） （2016.04.10）                  | myTV SUPER呈獻：萬千星輝睇多D （2016.04.17）                         |
| myTV SUPER呈獻：萬千星輝睇多D （2016.04.17）                         | Sunday好戲王 （第11－20集） （2016.04.24－2016.06.26）  | 純熟意外（大結局） （2016.07.03）                                    |
| 純熟意外（大結局） （2016.07.03）                                    | Sunday好戲王 （第21集） （2016.07.10）                  | myTV SUPER呈獻：萬千星輝放暑假 （2016.07.17）                        |
| myTV SUPER呈獻：萬千星輝放暑假 （2016.07.17）                        | Sunday好戲王 （第23－25集） （2016.07.24－2016.08.07）  | 我愛香港 （2016.08.14－2016.12.25）                                  |
| 星期日 21:30－22:30 時段                                             |                                                         |                                                                      |
| 一屋老友記                                                           | Sunday好戲王 （第22集） （2016.07.17）                  | 一屋老友記(暫停播映)                                                 |